# Xavier de Villepin
Xavier Galouzeau de Villepin (Bruxelles, 14 marzo 1926 – Parly, 30 ottobre 2014) è stato un funzionario e politico francese.
Senatore francese dell'Unione per un Movimento Popolare per 18 anni, era il padre del primo ministro francese Dominique de Villepin.

## Biografia
Xavier de Villepin si è laureato all'École des hautes études commerciales (HEC), e successivamente anche alla Harvard Business School. Nel 1944, durante la seconda guerra mondiale, fu coinvolto nella Resistenza contro le forze d'occupazione tedesche. Come funzionario pubblico francese, ha trascorso molti anni all'estero. Dal 1950 al 1979 prestò servizio nell'Algeria francese, in Australia, nel protettorato francese del Marocco, in Venezuela e negli Stati Uniti. Nel 1960 divenne membro dell'Union des français de l'étranger ("Associazione dei francesi all'estero") e nel 1979 divenne il secondo vicepresidente di questa associazione.
Nel 1986, de Villepin divenne senatore per i francesi che vivevano al di fuori dalla Francia e nel 1993 presidente della commissione per gli affari esteri, la difesa e le forze armate. Nel 2002, dopo che suo figlio Dominique fu nominato ministro degli Esteri, si dimise da questo incarico e nel 2004 non si candidò più alle elezioni.
Morì il 30 ottobre 2014 all'età di 88 anni.